# Van een afstand
Van een afstand is het zevende album van Boudewijn de Groot en het eerste (studio)album in vijf jaar. Op dit album staat onder meer de single Een tip van de sluier, de titelsong van een film van Frans Bromet. 

## Achtergrond
De Groot werkte met diverse studiomuzikanten samen, onder meer met de toen nog vrijwel onbekende Henny Vrienten, met wie hij door Vlaanderen had getoerd. Vrienten leerde via Boudewijn Ernst Jansz kennen (die ook in de begeleidingsband van Boudewijn speelde), waarmee de basis werd gelegd voor het latere succes van Ernst en Henny in Doe Maar.
De teksten van het album waren van diverse tekstschrijvers, onder wie René Daalder, Ruud Engelander, Herman Pieter de Boer en Lennaert Nijgh. De tekst van Kindertijd was ontleend aan een regel van Vladimir Nabokov, Oh mijn kindertijd, kijk niet naar mij met zulke bange ogen.
De titel van het album werd door Boudewijn de Groot als volgt verklaard: "Ieder lied bleek te maken te hebben met afstand, van de afstandelijkheid en onbereikbaarheid van het meisje in 'Een tip van de sluier', via de afstand van het verleden in 'Kindertijd' tot het gebrek aan contact in 'Geen carnaval'." Overigens was 'Geen carnaval' de werktitel van het album.
Op het album zijn Boudewijns zoons Marcel en Jimmy te horen (toen nog jonge kinderen), terwijl dochter Caya op de hoesfoto te zien is.
Het album leverde geen hitsingles op, hoewel verschillende nummers jarenlang populair zouden blijven tijdens De Groots theatershows (onder meer Een tip van de sluier, Kindertijd en Telkens weer). De Groot ontving een Edison voor dit album. Het werd in 1984 beloond met een gouden plaat.

## Tracklist
Alle muziek is geschreven door Boudewijn de Groot tenzij anders vermeld.
| Nr. | Titel                                                      | Duur |
| --- | ---------------------------------------------------------- | ---- |
| 1.  | Een tip van de sluier (Tekst: Lennaert Nijgh)              | 4:55 |
| 2.  | Zonder jou (Muziek: Henny Vrienten, Tekst: Lennaert Nijgh) | 3:32 |
| 3.  | Als het bericht slecht is, dood je de boodschapper         | 4:51 |
| 4.  | Zolang ik niet beweeg (Tekst: Herman Pieter de Boer)       | 2:40 |
| 5.  | Captain's table (Tekst: Ruud Engelander)                   | 3:11 |
| 6.  | Kindertijd                                                 | 2:35 |

| Nr. | Titel                                 | Duur |
| --- | ------------------------------------- | ---- |
| 1.  | Hoogtevrees                           | 4:04 |
| 2.  | De zwemmer (Tekst: Ruud Engelander)   | 3:42 |
| 3.  | Telkens weer (Tekst: Ernst Jansz)     | 5:28 |
| 4.  | Vertrek (Tekst: Lennaert Nijgh)       | 4:19 |
| 5.  | Geen carnaval (Tekst: Lennaert Nijgh) | 3:36 |

## Verwijzingen
1. ↑  Boudewijn de Groot over "Van een Afstand", www.boudewijndegroot.nl